# William Alden Smith
William Alden Smith (12. května 1859 Dowagiac, Michigan – 11. října 1932 Grand Rapids, Michigan) byl americký senátor za stát Michigan, který se stal předsedou vyšetřovacího podvýboru Senátu pro vyšetřování potopení RMS Titanic.

## Život
Brzy po přestěhování do Grand Rapids v jeho 12 letech, otec těžce onemocněl a tak musel zanechat školy a začít pracovat. Byl celkem schopný a lidé si ho začali všímat.[zdroj⁠?!] V 16 letech, v roce 1875, začal pracovat jako poslíček v zákonodárném orgánu – v michiganské Sněmovně reprezentantů v Lansingu, a poprvé tak přišel do styku s prostředím zastupitelské politiky (zastupitelské demokracie). Dva roky poté, v roce 1880, začal studovat práva a po třech letech spolu s kolegy založil advokátní kancelář. Postupně se stal velmi uznávaným hlavně v oboru železniční dopravy. V roce 1886 se stal členem michiganského ústředního výboru strany Republikánů a o osm let později kandidoval do Kongresu Spojených států. Následující rok se stal jedním z nejmladších členů Sněmovny reprezentantů. Senátorem za stát Michigan byl zvolen v roce 1907.
Byl znám pro řečnické schopnosti, tvrdohlavost a neústupnost.[zdroj⁠?!]

## Vyšetřovací podvýbor pro vyšetřování ztráty RMS Titanic
Vyšetřování ztráty Titaniku pod vedením W.A Smithe bylo zahájeno v pátek 19. dubna 1912, den po připlutí Carpathie v newyorském hotelu Waldorf-Astoria. Následující týden bylo přesunuto do Washingtonu. Vyšetřování skončilo v úterý 28. května 1912, bylo vyslechnuto 82 svědků a náklady byly 2 385 dolarů.
Také vzhledem k tomu, že W.A Smith nebyl odborníkem přes námořnictví (a kvůli tomu byl také terčem posměchu a kritiky hlavně v Británii), americké vyšetřování, na rozdíl od britského, se tolik nezabývalo technickými aspekty katastrofy, nicméně je hodnoceno lépe zejména proto, že při londýnském vyšetřování pod vedením lorda Merseyho byly zřejmé snahy o "ohýbání" faktů při snaze očistit White Star Line a Bruce Ismaye.